# 何叔愉
何叔愉（越南语：／，1881年—？），越南阮朝舉人、官員。

## 生平
1881年，何叔愉生於越南承天府香茶縣羅渚社。祖父爲舉人何叔良，叔叔爲举人何叔琥，兄長是举人何叔恂。弟弟何叔愃、何叔忨也都是举人。
母親爲尊室鉿之女尊女氏芳（Tôn Nữ Thị Phương）。
成泰十八年（1906年），在承天場考中舉人。
1914年，任訓導。1912年，任知縣。1915年，陞知府。1919年，陞按察使。1925年，陞署布政使，仍領清化按察使。1926年，任河靜布政。1933年，由吏部參知，補富安巡撫。1936年，以尚書銜致仕。
1958年，孔德成訪問越南共和國時，曾在順化拜訪何叔愉及其子，時任承天省長兼順化市長何叔練。

## 榮譽
- 大南龍星軍官勳位（1934年）[1]
- 法國榮譽軍團勳章騎士勳位（1937年）[1][7]

## 家庭
- 子何叔練，越南共和國時期承天省長兼順化市長